# Hoverla
Le mont Hoverla (en ukrainien : Говерла, Hoverla, en roumain : Hovârla,  en russe : Говерла, Goverla, en tchèque et en slovaque : Hoverla,  en polonais : Howerla, en hongrois : Hóvár), avec 2 061 m, est la montagne la plus haute d'Ukraine. Il est situé dans dans les Carpates orientales, dans la région appelée Tchornohora (littéralement « montagne noire » en français). Ses pentes sont recouvertes de forêts de hêtres et d'épicéas, au-dessus desquelles se trouve l'étage des prairies subalpines, appelées polonyna en polonais et ukrainien. Sur son versant est se trouve la source principale de la rivière Prout.

## Histoire
La date de sa première ascension est inconnue. À la fin du XIXe siècle, les montagnes deviennent une attraction touristique, qui attire surtout des touristes des villes voisines de la  Galicie. En 1880, le premier parcours touristique entre le mont Hoverla et Krasny Louh est balisé par Leopold Wajgel du club alpin local, la Société galicienne des Tatras (pl). L'année suivante, le premier refuge pour randonneurs y est aménagé.
Après la disparition de l'Empire austro-hongrois, le sommet était situé sur la frontière entre la Pologne et la Tchécoslovaquie de 1919 à 1938.
Un ancien observatoire astronomique, construit en 1938 sur le Pip Ivan, une montagne proche, et abandonné depuis la Seconde Guerre mondiale, est en cours de reconstruction depuis 2012. Surnommé en ukrainien : Білий слон (« Éléphant Blanc »), il se trouve à 2 028 m d'altitude, à six heures de marche de la ville la plus proche. Il doit servir à étudier la faune, la flore et la météorologie, ainsi que d'attraction touristique.

Le monument géodésique du sommet.
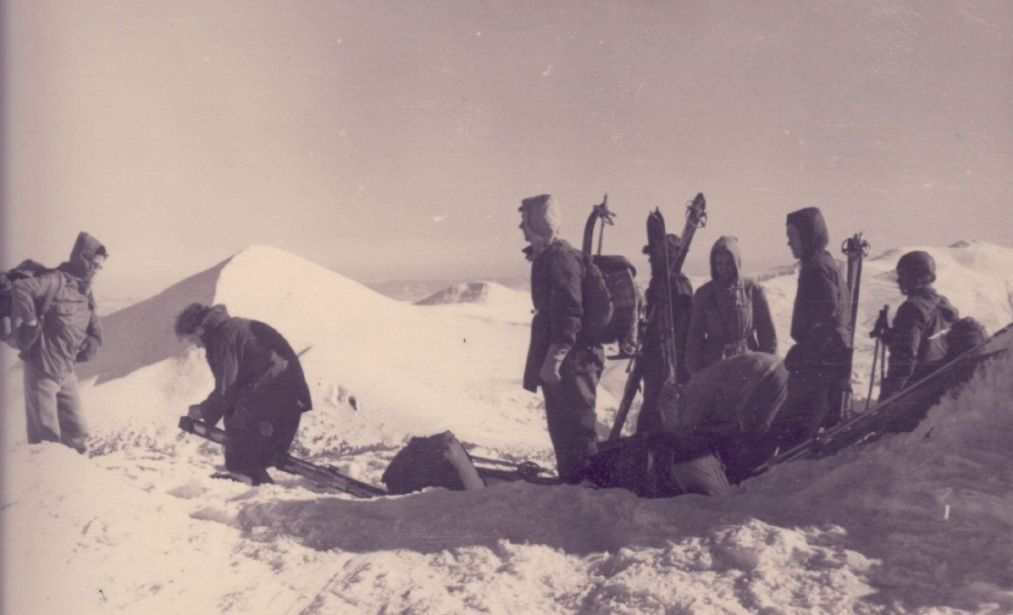
Ascension à ski en 1958.